# 奧塔克拉爾
奧塔克拉爾是土耳其的城鎮，由艾登省負責管轄，位於該國西部，距離首府艾登28公里，海拔高度72米，主要農產品有無花果和葡萄，2011年人口12,945。